# لوکاس‌فیلم انیمیشن
لوکاس‌فیلم انیمیشن (انگلیسی: Lucasfilm Animation) شرکت رسانه‌ای آمریکایی است، که در سال ۲۰۰۳ توسط جرج لوکاس تأسیس شد.